# Al Capone (película)
Al Capone es una película biográfica y de cine negro estadounidense de 1959, dirigida por Richard Wilson con guion de Malvin Wald y Henry F. Greenberg.
La película describe el ascenso y caída del famoso gánster Alphonse Gabriel «Al» Capone, cofundador y jefe del llamado Outfit de Chicago.

## Argumento
Un joven Al Capone llega a Chicago en 1919 para trabajar para su amigo de la infancia Johnny Torrio, mano derecha del mafioso «Big Jim» Colosimo, que dirige un imperio criminal basado en la prostitución, el juego y el chantajel en el llamado First Ward de Chicago.
Un año después se promulga la Ley seca en los Estados Unidos, lo que provoca que Torrio y otros gánsteres como Dean O'Banion, George «Bugs» Moran y Earl «Hymie» Weiss compitan por los lucrativos negocios del licor y la cerveza de contrabando. Colosimo es demasiado viejo y acomodado para interesarse por el nuevo negocio del licor, por lo que Capone convence a Torrio para que permita el asesinato de Colosimo, lo que convertiría a Torrio en el capo.
Tras la elección de un alcalde reformista en la ciudad, Torrio y Capone cambian su base de operaciones a Cícero, a pocos kilómetros de distancia. Capone manda matar a O'Banion y se enamora de Maureen Flannery, la viuda de uno de los hombres de Colosimo.
Weiss y Moran le devuelven el favor ordenando que maten a Torrio, que sobrevive por muy poco al intento y se retira a Italia, cediendo todos los negocios a Capone. Capone toma represalias matando a Weiss y obligando a los comerciantes de toda la ciudad a pagar para recibir «protección». Un sargento de la policía de Chicago, Schaefer, es ascendido a capitán y jura acabar con el derramamiento de sangre y la extorsión y meter a Capone entre rejas.
Ante la presión de la policía, un periodista corrupto llamado Keely intenta sobornar a Schaefer, pero no lo consigue. Convence a Capone para que se traslade a Florida hasta que las cosas se calmen. Desde una distancia segura, Capone planea la matanza de San Valentín, en la que varios hombres de Moran son abatidos a tiros en un garaje de Chicago.
Capone y Moran acuerdan una tregua, pero cuando se entera de que Keely ha estado ayudando a Moran a conspirar para matarle, Capone acaba con la vida del reportero. Maureen se harta por fin de la corrupción y la violencia de Capone, mientras Schaefer, que ya es inspector, y los federales encuentran la forma de encerrar finalmente a Capone, acusado de evasión de impuestos, lo que le condena a once años de reclusión en la prisión de Alcatraz.

## Reparto
- Rod Steiger como Al Capone
- Fay Spain como Maureen Flannery
- Nehemiah Persoff como Johnny Torrio
- James Gregory como Schaefer
- Joe De Santis como Big Jim Colosimo
- Martin Balsam como Mac Keely
- Murvyn Vye como Bugs Moran
- Robert Gist como Dean O'Banion
- Sandy Kenyon como Bones Corelli

## Producción
Las películas basadas en la vida real de gánsteres estaban prohibidas por el Código Hays, pero se levantó la prohibición a finales de la década de 1950 y en 1957 Lindsley Parsons y John Burrows anunciaron que producirían una película sobre Al Capone para Allied Artists. El guion estuvo a cargo de Malvin Wald y Henry F. Greenberg, conocidos por escribir guiones sobre hechos reales. El rodaje comenzó el 16 de septiembre de 1958.
Rod Steiger no aceptó la primera oferta de los productores para protagonizar esta película porque consideraba que el guion inicial ofrecía una visión inapropiadamente romántica de Capone y la criminalidad, lo que le llevó a rechazar la película en tres ocasiones. Según Sean Axmaker, de Turner Classic Movies, Steiger solo aceptó interpretar el papel a condición de que los productores reescribieran el guion.
Fay Spain fue elegida tras una gran actuación en un programa de televisión.
La hermana de Al Capone demandó a los productores por 10 millones de dólares por no haber obtenido su permiso para la realización de la película, alegando invasión de la intimidad, pero un juez falló a favor de los cineastas. La hermana, la viuda y el hijo de Capone también demandaron posteriormente a Desilu Productions, productora de la serie televisiva Los Intocables, por 6 millones de dólares, pero también perdieron el juicio.

## Recepción
En una reseña del estreno para The New York Times, el crítico Bosley Crowther comentó que con tantas películas antiguas sobre Capone, era cuestionable que hiciera falta una nueva, pero que esta tenía la «modesta justificación» de que «tiene un fuerte sabor documental y Rod Steiger es un odioso canalla en el papel principal». George Anastasia y Glen Macnow, autores del libro The Ultimate Book of Gangster Movies, describieron el papel de Steiger como una de las mejores interpretaciones de Capone en la gran pantalla.
Variety la calificó como «una película dura, despiadada y, en general, poco sentimental sobre el gángster más famoso de la época de la prohibición» y la consideró «una obra muy bien realizada».
La película ganó el Premio Laurel como «Mejor película del año» en 1959. Fue el estreno más taquillero en Estados Unidos en mayo de 1959, y el tercero en general, por detrás de Some Like It Hot e Imitation of Life.
Fue un éxito de taquilla, lo que llevó a Allied Artists a realizar otras películas biográficas de gánsteres, como The Big Bankroll (1961) y The George Raft Story (1961).
Según Kine Weekly, la película funcionó «por encima de la media» en los cines británicos en 1959.